# Úlibice
Obec Úlibice (v místním nářečí Oulibice) se nachází v okrese Jičín v Královéhradeckém kraji. Žije zde 329 obyvatel.

## Historie
První písemná zmínka o obci pochází z roku 1355. Od 1. července 1980 do 23. listopadu 1990 byla obec spolu se svou částí Řeheč součástí města Jičín.

## Pamětihodnosti
- Kostel Zvěstování Panny Marie
- Socha svatého Jana Nepomuckého u mostu

V Úlibicích se nachází také Úlibická bažantnice, přírodní rezervace se starým lužním porostem a staletými duby.

## Části obce
- Úlibice
- Řeheč